# Blaue Augen
Blaue Augen ist ein Popsong der deutschen Musikerin und Musikproduzentin Annette Humpe. In dem Lied beschreibt Humpe, wie verschiedene Dinge sie kalt lassen, bis auf die blauen Augen ihres Liebhabers. Die Refrainzeile „Deine blauen Augen machen mich so sentimental“ wurde zu einem geflügelten Wort der 1980er Jahre.

## Entstehung
Annette Humpe nahm das Lied zusammen mit den Neonbabies im Berliner Beat Studio für die Anfang 1980 veröffentlichte Debüt-EP auf. Die Band Ideal gründete sich im April 1980. Zwischen April und Sommer 1980 war Humpe Mitglied in beiden Bands. Klaus Schulze holte Ideal nach einem Auftritt beim Berliner Rock Circus im Tempodrom, das von der ARD aufgezeichnet und bundesweit im Fernsehen ausgestrahlt wurde, in sein Studio und produzierte für sein eigenes Plattenlabel Innovative Communication das selbstbetitelte Debütalbum der Band, das im November 1980 veröffentlicht wurde. Die 1982 daraus ausgekoppelte Single konnte sich auf Platz 48 der deutschen Charts platzieren.
Einen Erfolg mit dem Song hatte die Sängerin Blümchen im Jahr 1998. Ihre Version erreichte Top-20-Positionen in Deutschland und Österreich.

## Coverversionen
- 1980: Ideal (Album: Ideal)
- 1993: Die Prinzen (Album: Alles nur geklaut)
- 1994: Abstürzende Brieftauben (Album: Wer hat an der Uhr gedreht?)
- 1998: Blümchen (Album: Jasmin)
- 1998: Tagtraum (Album: Feuer Gratis)
- 2003: Yvonne Catterfeld (Album: Meine Welt)
- 2006: Silbermond (Album: Come Together – A Tribute To BRAVO)[4]
- 2007: Maybebop (Album: Superheld)
- 2007: The Admirals (Second Step EP)
- 2009: Gunter Gabriel (Album: Sohn aus dem Volk)
- 2010: Selig (Album: Zeitgeschichte – Das Beste von und für Annette Humpe)
- 2018: J.B.O. (Album: Deutsche Vita)[5]